# Charlie Puth
Charles Otto "Charlie" Puth Jr. (Rumson, 2 de dezembro de 1991) é um cantor, compositor e produtor musical norte-americano.
Como artista independente, lançou os extended plays The Otto Tunes (2010) e Ego (2013). Em 2015 assinou contrato com a Atlantic Records e lançou seu single de estreia "Marvin Gaye", que apresenta vocais de Meghan Trainor. O single recebeu dois certificados de platina na Austrália, liderou as tabelas da Nova Zelândia, Irlanda e do Reino Unido, e nos Estados Unidos alcançou a 21ª posição na Billboard Hot 100. Puth escreveu, co-produziu, e foi destaque em uma canção com Wiz Khalifa, "See You Again", inclusa na trilha sonora de Furious 7. Em 1 de maio de 2015 Puth lançou o EP Some Type of Love. A pré-venda de seu álbum de estreia Nine Track Mind foi iniciada em 20 de agosto de 2015, junto com o lançamento do segundo single "One Call Away", com o álbum lançado em 29 de janeiro de 2016.

## Biografia
Puth nasceu em 2 de dezembro de 1991, em Rumson, Nova Jersey, filho de Debra e Charles Puth, seu pai descendente de alemães e sua mãe judia. Aos dois anos de idade, sua sobrancelha direita foi danificada, em um quase incidente fatal de mordida de um cão. Puth participou de um grupo de jazz juvenil de verão em Red Bank, Nova Jersey aos doze anos. Ele se formou na Rumson-Fair Haven Regional High School em 2010. Durante seu último ano, ele estudou piano na Manhattan School of Music Pré-College, com ênfase em jazz e música clássica, como estudo complementar. Com uma bolsa integral de estudos, ele se formou em 2013 em produção e engenharia musical na Berklee College of Music.

## Carreira artística

### 2009–14: Primeiros anos
Em setembro de 2009, ele começou seu próprio canal no YouTube, intitulado Charlie Vlogs, onde publicava vídeos de comédia e covers acústicos. Em 1 de abril de 2010, Puth lançou o vídeo musical de sua primeira música, "These Are My Sexy Shades". não é comparado as suas novas musicas. Em 10 de dezembro de 2010, lançou seu primeiro EP como artista independente, intitulado The Otto Tunes. Em 2011, ele ganhou um concurso de vídeo on-line patrocinado por Perez Hilton, o Can You Sing?, com a versão de "Someone Like You", de Adele. No mesmo ano, Ellen DeGeneres anunciou que havia contratado Puth para a sua gravadora, a eleveneleven, depois de ver o cover de "Someone like You". Puth cantou a música no mesmo dia. Formando dupla com Emily Luther, lançou em 22 de dezembro um single promocional intitulado "Break Again" e seu vídeo musical foi lançado posteriormente. Em 25 de janeiro de 2012, Puth e Luther cantaram uma versão de "Need You Now", canção de Lady Antebellum, no The Ellen DeGeneres Show. Puth também se apresentou no evento em apoio ao DKMS Delete Blood Cancer, o maior centro de doadores de medula óssea do mundo, em outubro de 2012. Ele deixou a eleveneleven no fim de 2012.
Em 23 de outubro de 2013, lançou seu segundo EP independente, Ego, para streaming online. Puth foi creditado com a produção e gravação de músicas e jingles para colegas personalidades do YouTube. Ele escreveu a canção-tema para o podcast de Shane Dawson, o Shane and Friends, o jingle de introdução para os vídeos da família vlogger Shaytards, a música tema original para vlog Internet Killed Television de Charles Trippy, e uma canção para a turnê e filme do grupo da internet Our 2nd Life, bem como vários singles o membro Ricky Dillon. Em 2014 ele lança o single promocional "L.U.V.". O vídeo musical que acompanha foi dirigido por Andrew Vallentine. No mesmo ano, ele co-escreve a canção "Celebrate" para o oitavo álbum de estúdio do rapper Pitbull, intitulado Globalization.

### 2015–2016:Nine Track Mind

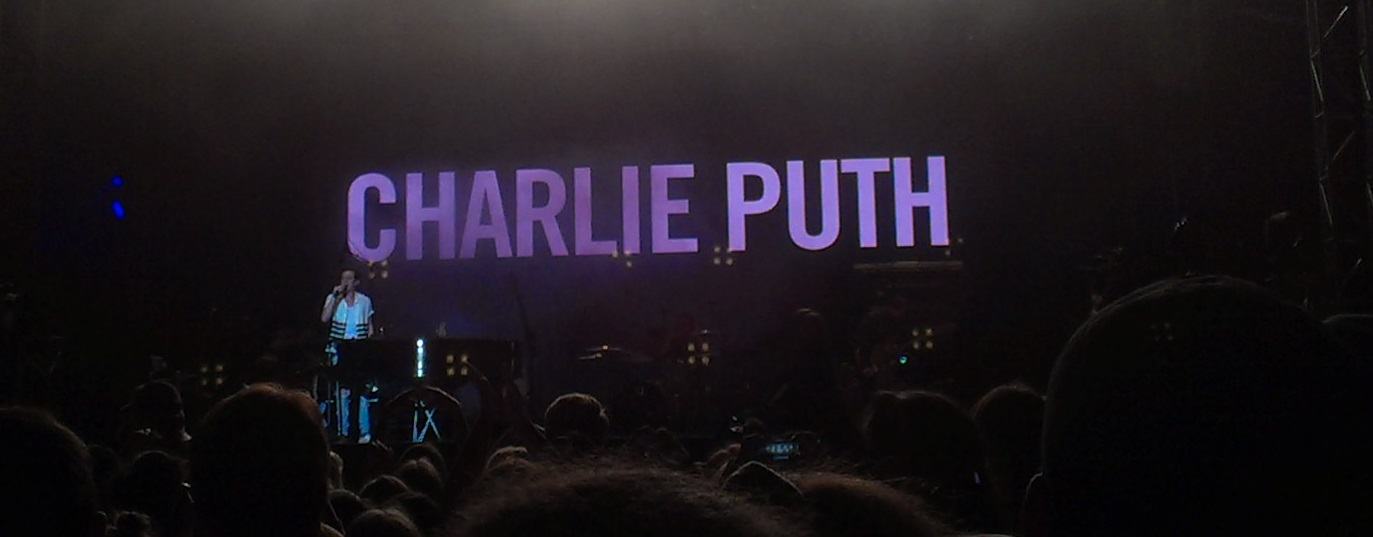
Puth no St. Jean Sur Richelieu Balloon Festival, em 2015

No início de 2015, Puth assina com a Atlantic Records e seu catálogo antigo é removido do iTunes. Em fevereiro, lança seu single de estreia "Marvin Gaye", com a participação de Meghan Trainor. O single recebeu dois certificados de platina na Austrália, liderou as tabelas da Nova Zelândia, Irlanda e do Reino Unido, e nos Estados Unidos alcançou a 21ª posição na Billboard Hot 100. Puth escreveu, co-produziu, e foi destaque em uma canção com Wiz Khalifa, "See You Again", uma homenagem ao falecido ator Paul Walker, inclusa na trilha sonora de Furious 7. Enquanto Khalifa escreveu as letras rimadas, o resto da canção foi creditado a Puth. A canção chegou ao número um na Hot 100 por 12 semanas não-consecutivas. "See You Again" foi indicado a três prêmios Grammy: Song of the Year, Best Pop Duo/Group Performance e Best Song Written for Visual Media. Ele também foi indicado para Canção do Ano no BBC Music Awards e foi nomeado para o Globo de Ouro de Melhor Canção Original na 73ª edição. Ele produziu a canção "Slow Motion" para Trey Songz e organizou sessões de produção com Jason Derulo e Lil Wayne.
Puth estrelou o vídeo musical de Meghan Trainor para o single "Dear Future Husband", como um interesse amoroso da personagem de Trainor. Na sinopse, ela conhece Puth em um serviço de namoro on-line e Puth vai para a casa de Trainor com uma pizza para viagem, que consegue impressionar Trainor. O vídeo termina com Trainor sorrindo e convidando Puth em sua casa. Em 1 de maio, Puth lança cinco canções compiladas no extended play Some Type of Love, o primeiro com uma gravadora comercial. Em junho, ele lança o single promocional "Nothing but Trouble" com Lil Wayne, para a trilha sonora do documentário 808: The Movie. Durante o ano de 2015, Puth trabalhou em vários álbuns de outros artistas. Ele co-produziu e escreveu as faixas "Broke" e "Pull Up" para o álbum Everything Is 4, de Jason Derulo, co-escreveu "Bombastic" para Bonnie McKee (inclusa no EP de mesmo nome), e produziu "Working Class Heroes (Work)" para o álbum Heart Blanche, de CeeLo Green. A pré-venda de seu álbum de estreia Nine Track Mind foi iniciada em 20 de agosto de 2015, junto com o lançamento do segundo single "One Call Away". A canção atingiu a 22ª posição nos Estados Unidos, 73ª no Reino Unido e 4ª na Austrália. Até fevereiro do ano seguinte, a canção já tinha vendido 513,700 cópias no mercado interno. Um remix para a canção, intitulado "One Call Away (Coast to Coast Mix)", foi lançado com as participações dos rappers americanos Tyga e Ty Dolla Sign, o artista musical country Brett Eldredge e a cantora mexicana Sofia Reyes.
O álbum de estreia, Nine Track Mind, foi lançado em 29 de janeiro de 2016. O álbum estreou na quinta colocação no Reino Unido. Puth embarcou em um novo concerto ao vivo a partir de março de 2016, intitulado Nine Track Mind Tour.

### 2017–2018:Voicenotes

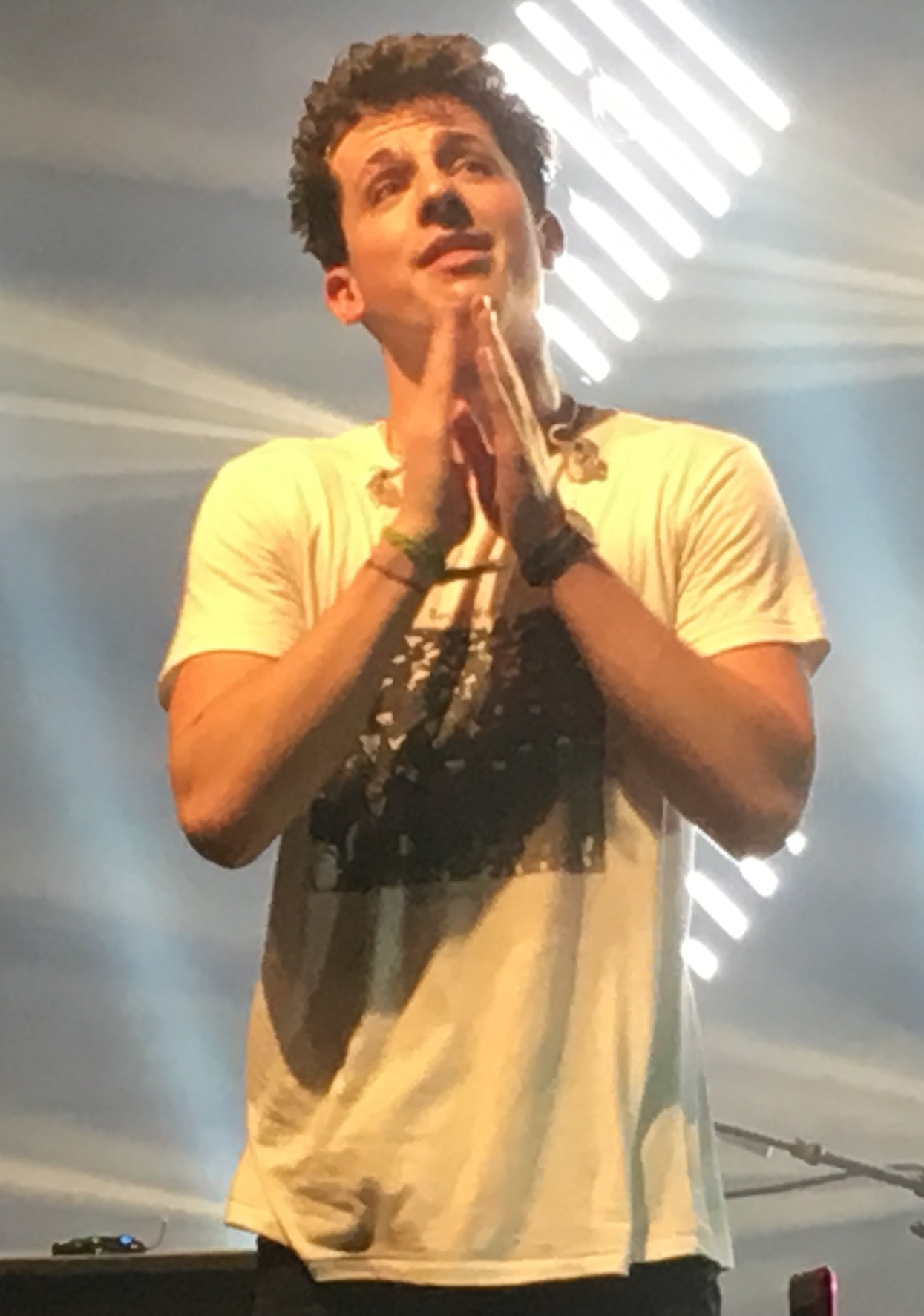
Puth em 2016

Em 21 de abril de 2017, Puth lançou o single principal, "Attention", de seu segundo álbum de estúdio, Voicenotes. A canção alcançou o 5º lugar na Billboard Hot 100, tornando-se seu single de maior sucesso nas paradas em junho de 2020. O segundo single de Voicenotes , " How Long ", foi lançado em 5 de outubro de 2017 e atingiu o pico em No . 21 na Billboard Hot 100. Puth também colaborou com o Liam Payne do One Direction no single "Bedroom Floor", que ele co-produziu e forneceu vocais de fundo para a música. Em 2018, ele apareceu no single de G-Eazy "Sober". Em 4 de janeiro de 2018, Puth lançou o primeiro single promocional do Voicenotes"If You Leave Me Now"com Boyz II Men. Puth também afirmou em um tweet que ele estaria adiando a data de lançamento a 11 de maio de 2018, a partir de sua data de lançamento original de 19 de janeiro de 2018.
Em 15 de março de 2018, "Done for Me" foi lançado como o terceiro single do Voicenotes. A música apresenta o cantor Kehlani. A canção também alcançou a 53ª posição na Billboard Hot 100. Em 25 de março de 2018, Puth lançou o quarto single "Change" com James Taylor. Um dia antes, Puth cantou a música no evento March for Our Lives em Los Angeles. O álbum também apresenta as canções " The Way I Am ", o quinto single do álbum.
Voicenotes foi lançado em 11 de maio de 2018, recebendo críticas geralmente positivas dos críticos; ele estreou e alcançou a posição número quatro na Billboard 200 dos EUA com 58.000 unidades equivalentes de álbum , das quais 39.000 foram vendas de álbuns puros. Puth embarcou no Voicenotes Tour em 2018, com Hailee Steinfeld como um convidado especial.

### 2019-presente: nova música e próximo terceiro álbum de estúdio
Em 13 de agosto de 2019, uma versão remix da música "Easier", do 5 Seconds of Summer, com Puth (que também co-escreveu e produziu a versão original) foi lançada. Em 21 de agosto do mesmo ano, Puth lançou um single chamado "I Warned Myself"; outro single, "Mother", foi lançado em 12 de setembro do mesmo ano. "Cheating on You" foi lançado como o terceiro single em 1 de outubro de 2019.
Em 25 de janeiro de 2020, ele revelou no Twitter que descartou o terceiro álbum. Em 17 de abril do mesmo ano, Puth apareceu em um remix de "I Hope" de Gabby Barrett. No dia seguinte, ele cantou uma música intitulada "Sick", que foi feita durante a pandemia de COVID-19. Em 11 de maio de 2020, uma faixa do SCOOB! The Album intitulado "Summer Feelings" foi lançado por Lennon Stella com Puth como artista destacado.
Em 25 de junho de 2020, ele lançou "Girlfriend".

## Vida pessoal
Enquanto crescia, Puth sofreu bullying na escola. Ele afirmou: "Eles se juntariam tão mal contra mim e me chutariam em um lugar que não seria fantástico e eu teria que vomitar e eles então diriam que eu estava fingindo vomitar."
Ele também revelou no On Air com Ryan Seacrest que sofreu um colapso nervoso. Ele afirmou: "[O colapso nervoso aconteceu] apenas por estar sobrecarregado e estou muito na minha cabeça e isso, em combinação com o jet-lag e você sabe a auto-realização de que estou ficando mais famoso e minha privacidade se esvai janela praticamente todos os dias, só não é o que estou acostumado e acho que nunca vou me acostumar com isso e minha terapia é apenas colocar melodia e cantá-la."
Puth colabora com a marca de roupas para adolescentes Hollister Co. desde 2017.
Puth disse que o "salto viral para o estrelato como resultado do YouTube" de Justin Bieber o influenciou a conseguir o mesmo.

## Discografia
- Nine Track Mind (2016)
- Voicenotes (2018)
- Charlie (2022)

## Turnês
Como artista principal
- Nine Track Mind Tour (2016)[57][58]
- Don't Talk Tour (2016)
- honda civic tour/ voicenotes tour(2018)

Como artista de abertura
- MTrain Tour (2015)
- Illuminate World Tour (2017)

Como artista participante
- Jingle Ball Tour 2015 (com vários artistas) (2015)
- Jingle Ball Tour 2016 (com vários artistas) (2016)

## Filmografia
| Ano  | Título     | Papel     | Notas                                                                  |
| ---- | ---------- | --------- | ---------------------------------------------------------------------- |
| 2016 | Undateable | Ele mesmo | "A New Year's Resolution Walks Into a Bar" (3ª temporada, episódio 10) |

| Ano     | Título         | Papel                    |
| ------- | -------------- | ------------------------ |
| 2009–13 | Charlies Vlogs | Ele mesmo                |
| 2011    | Can You Sing?  | Ele mesmo (participante) |

## Prêmios e indicações
| Ano  | Premiação                       | Categoria                          | Recipiente                            | Resultado | Ref.   |
| ---- | ------------------------------- | ---------------------------------- | ------------------------------------- | --------- | ------ |
| 2011 | Pop Crush Music Awards          | Best Cover Song                    | "Someone like You" (com Emily Luther) | Venceu    | [ 62 ] |
| 2015 | Teen Choice Awards              | Choice Music: R&B/Hip-Hop Song     | "See You Again" (com Wiz Khalifa)     | Venceu    | [ 63 ] |
| 2015 | Teen Choice Awards              | Choice Music: TV or Movie Song     | "See You Again" (com Wiz Khalifa)     | Venceu    | [ 63 ] |
| 2015 | Teen Choice Awards              | Choice Music: Collaboration        | "See You Again" (com Wiz Khalifa)     | Indicado  | [ 63 ] |
| 2015 | MTV Europe Music Awards         | Melhor Canção                      | "See You Again" (com Wiz Khalifa)     | Indicado  | [ 64 ] |
| 2015 | MTV Europe Music Awards         | Melhor Colaboração                 | "See You Again" (com Wiz Khalifa)     | Indicado  | [ 64 ] |
| 2015 | MTV Video Music Awards          | Best Hip-Hop Video                 | "See You Again" (com Wiz Khalifa)     | Indicado  |        |
| 2015 | MTV Video Music Awards          | Best Collaboration                 | "See You Again" (com Wiz Khalifa)     | Indicado  |        |
| 2015 | American Music Award            | Song of the Year                   | "See You Again" (com Wiz Khalifa)     | Indicado  | [ 65 ] |
| 2015 | American Music Award            | Collaboration of the Year          | "See You Again" (com Wiz Khalifa)     | Indicado  | [ 65 ] |
| 2015 | Hollywood Music in Media Awards | Song – Feature Film                | "See You Again" (com Wiz Khalifa)     | Venceu    | [ 66 ] |
| 2016 | Critics' Choice Movie Awards    | Best Song                          | "See You Again" (com Wiz Khalifa)     | Venceu    | [ 67 ] |
| 2016 | Prémios Globo de Ouro           | Melhor Canção Original             | "See You Again" (com Wiz Khalifa)     | Indicado  | [ 68 ] |
| 2016 | Grammy Awards                   | Song of the Year                   | "See You Again" (com Wiz Khalifa)     | Indicado  | [ 69 ] |
| 2016 | Grammy Awards                   | Best Pop Duo/Group Performance     | "See You Again" (com Wiz Khalifa)     | Indicado  | [ 69 ] |
| 2016 | Grammy Awards                   | Best Song Written for Visual Media | "See You Again" (com Wiz Khalifa)     | Indicado  | [ 69 ] |